# Famille Betschart
 (avril 2023).
La famille Betschart, également orthographiée Bettschart ou von Bettschart, est une famille originaire de Schwytz apparue dans les sources dès le XIVe siècle. Quatre de ses membres ont exercé la charge de landamman de Schwytz.

## Armoiries
Les armoiries de la famille Bet(t)schart sont blasonnées comme suit : Coupé, de gueules au griffon issant d'argent tenant une épée du même, et d'or a deux fasces d'azur.

## Pour approfondir